# صقر غابات مقلم
صقر غابات مقلم (الاسم العلمي: Micrastur ruficollis) هو نوع من فصيلة صقريات.